# بانک بابل
بانک بابل (انگلیسی: Babylon Bank) شرکت خدمات مالی و بانکداری عراقی است، که در سال ۱۹۹۸ تأسیس شد.